# Альбанезе, Личия
Ли́чия Альбане́зе (итал. Licia Albanese [ˈlitʃa] — Ли́ча; 22 июля 1909, Бари, Королевство Италия — 15 августа 2014, Манхэттен, Нью-Йорк, США) — итальянская и американская оперная певица XX века (сопрано).

## Биография
Личия Альбанезе родилась в Бари в семье итало-американского бизнесмена, училась у Эмануэля Де Роза в Бари и у Джузеппины Бальдассаре-Тедески в Милане.
В 1933 году Альбанезе выиграла первое место на спонсируемом итальянским правительством вокальном конкурсе из числа 300 участников.
Дебютировала в 1934 году в Милане, заменив не явившуюся на спектакль исполнительницу в партии Чио-чио-сан в опере Пуччини «Мадам Баттерфляй» — эта партия стала самой знаменитой для Альбанезе: на протяжении 40 лет она пела её более 300 раз.
Первые пять лет карьеры пела в театрах Ла Скала, Ковент-Гарден, Римская опера, завоевав во второй половине 1930-х годов большой успех в Италии, Франции и Англии.
После прихода к власти  в Италии Бенито Муссолини бежала в Португалию в 1939 году и, сев на корабль, эмигрировала в США.  9 февраля 1940 года в Нью-Йорке дебютировала в Метрополитен-опера в партии Чио-Чио-сан. С этой сценой её творческая судьба была связана на протяжении последующих 26 лет: Альбанезе была занята в 17 оперных партиях, всего 427 представлений.
В 1945 году Альбанезе приняла гражданство США.
В 1966 году в результате конфликта с директором оперы Альбанезе перешла в оперный театр Сан-Франциско, где выступала ещё 20 сезонов: 22 партии в 120 спектаклях.
В 1970 году Альбанезе дала последний концерт в «Карнеги-холле».
В 1974 году Личия Альбанезе основала фонд для поддержки молодых певцов, который носит её имя и имя Джакомо Пуччини, в чьих операх блистала Альбанезе (англ. The Licia Albanese-Puccini Foundation). В 1995 году певица была удостоена Национальной медали США в области искусств.
Ещё в 1987 году Личия Альбанезе пела на сцене Театра под звёздами в Хьюстоне — правда, уже не в опере, а в мюзикле.
В 2000 году получила от мэра Рудольфа Джулиани премию «Handel Medallion», самую высокую награду, выданную городом Нью-Йорк, за её вклад в культурную жизнь города.
За вклад в индустрию звукозаписи на Голливудской «Аллее славы» открыта именная Звезда певицы № 6671, которая расположена на Голливудском бульваре.
Скончалась в Нью-Йорке 15 августа 2014 года.

## Репертуар
- Чио-Чио-сан («Мадам Баттерфляй» Пуччини)
- Мими («Богема» Пуччини)
- Лю («Турандот» Пуччини)
- Лауретта («Джанни Скикки» Пуччини)
- Жоржетта («Плащ» Пуччини)
- Сестра Анджелика («Сестра Анджелика» Пуччини)
- Флория Тоска («Тоска» Пуччини)
- Манон Леско («Манон Леско» Пуччини)
- Виолетта («Травиата» Верди)
- Нанетта («Фальстаф» Верди)
- Дездемона («Отелло» Верди)
- Партия сопрано («Реквием» Верди)
- Микаэла («Кармен» Бизе)
- Сузель («Друг Фриц» Масканьи)
- Недда («Паяцы» Леонкавалло)
- Маргарита («Фауст» Гуно)
- Маргарита («Мефистофель» Бойто)
- Софи («Вертер» Массе)
- Консепсьон («Испанский час» Равеля)
- Памина («Волшебная флейта» Моцарта)
- Донна Анна, Церлина («Дон Жуан» Моцарта)
- Сюзанна, Графиня Розина Альмавива («Свадьба Фигаро» Моцарта)
- Селика («Африканка» Мейербера)
- Норина («Дон Паскуале» Доницетти)
- Адриана Лекуврёр («Адриана Лекуврёр» Чилеа)
- Мадлен де Куаньи («Андре Шенье» Джордано)
- Княгиня Федора Ромазова («Федора» Джордано)
- Антония («Сказки Гофмана» Оффенбаха)
- Леди Гарриет Дюрэм («Марта» Флотова)
- Татьяна («Евгений Онегин» Чайковского)